# 강유택
강유택(姜儒澤, 1991년 11월 26일~)은 대한민국의 바둑 기사이다.
서울특별시 출생으로, 충암고등학교를 졸업하였다. 2007년 입단하였으며 2013년 6단을 거쳐, 2015년 9월에 7단으로 승단하였다. 2008년 제13기 박카스배 천원전 본선 및 제52기 국수전 본선에 진출했다. 2011년 제6기 원익배십단전에서 준우승을 차지했다. 2016년 8단을 거쳐 2020년 9단으로 승단했다.